# Seznam madžarskih dirigentov
Seznam madžarskih dirigentov.

## A
- Mátyás Antal (1945)
- Leopold Auer (1845 - 1930)

## C
- János Csaba Somos (1970)

## D
- Antal Doráti

## E
- Péter Eötvös (1944 - 2024)

## F
- János Ferencsik (1907 - 1984)
- Ádám Fischer (1949)
- Iván Fischer (1951)

## H
- Zsolt Hamar (1968)

## J
- Joseph Joachim (1831 - 1907)

## K
- Zoltán Kocsis  (1952 - 2016)
- András Kórodi (1922 - 1986)
- János Kovácz (1951 -)
- János Kulka (1929 - 2001)

## L
- László Lajtha (1892 - 1963)
- György Lehel (1926 - 1989)
- Ferenc Liszt (1811 - 1886)
- Ervin Lukács (1928 - 2011)

## M
- Ádám Medveczky (1941 -)

## N
- Arthur Nikisch (1855 - 1922)

## P
- Pál Tamás
- Zoltán Pesko (1937)

## R
- György Györiványi Ráth (1958/61?)
- János Richter (1843 - 1916)

## S
- István Silló (1968)
- Hans Swarowsky (madž.-avstrijski)
- George Solti (1912 - 1997) (madžarsko-britanski)

## T
- Gábor Takács-Nagy (1956)